# Théorème de non-plongement de Gromov
En géométrie symplectique, le théorème de non-plongement de Gromov, ou théorème de non-tassement de Gromov, affirme l'impossibilité de plonger de manière symplectique une boule de rayon R dans un cylindre symplectique de rayon r<R.